# Data Link Control
Das Data Link Control (DLC) ist ein Datenübertragungs-Dienst, der zur sicheren, fehlerfreien Übertragung von Daten über einen nicht-speichernden, durchgehenden Übertragungskanal sorgt. Dieser Dienst ist Teil des OSI-Referenzmodells und ist im Data Link Layer zu finden. 
Realisiert wird er durch verschiedenste Datenübertragungsprotokolle, die den jeweiligen Übertragungswegen angepasst sind; als Beispiel für analoge Fe-Modems das X-Modem-Protokoll.
Hierbei existiert eine physikalische Direktverbindung zwischen zwei Systemen. Der DLC teilt die zu übermittelnde Information in Datenblöcke (sog. "Frames") auf, betreibt Fehlererkennung durch das Hinzufügen von Fehlererkennungsinformationen und überwacht den Datenfluss (zum Beispiel indem er einen langsamen Empfänger vor einem Überlauf durch einen schnellen Sender bewahrt) in dem ein Zwischenpuffer an den Endpunkten, jedoch nicht auf dem Übertragungsweg, verwendet wird.
Es gibt zwei Arten von Protokollen, Punkt-zur-Punkt- und Multicast-Protokolle. Bei Multicast teilt sich der Data Link Control in zwei Schichten auf, Logical Link Control und Media Access Control.